# Konventionen om läkarundersökning av minderåriga vid arbete till sjöss
Konventionen om läkarundersökning av minderåriga vid arbete till sjöss (ILO:s konvention nr 16 angående läkarundersökning av minderåriga vid arbete till sjöss, Convention concerning the Compulsory Medical Examination of Children and Young Persons Employed at Sea) är en konvention som antogs av Internationella arbetsorganisationen (ILO) den 11 november 1921 i Genève. Konventionen påbjuder att personer under 18 år, som anställs för arbete till sjöss, först genomgår en läkarundersökning för att säkerställa att den minderåriga personen är kapabel att utföra arbetet. Konventionen består av 12 artiklar.

## Ratificering
Konventionen har ratificerats av 82 länder, varav 33 har sagt upp den i efterhand.